# Associação Desportiva Sanjoanense (hóquei em patins)
A Associação Desportiva Sanjoanense é uma equipa de hóquei em patins de São João da Madeira, Portugal. Foi vencedora da Taça das Taças de 1985/86.

## Palmarés/Títulos
- Taça das Taças: 1 (1985/86)[2]